# Венгерско-румынская граница
Венгерско-румынская граница (венг. magyar-román határ, рум. frontiera maghiară-română) — государственная граница между Венгрией и Румынией . Проложена в 1918 году международной комиссией («Комиссия лордов») под председательством географов, включая Эмманюэля де Мартонна и Роберта Фишё, а также историков Роберта Уильяма Сетон-Уотсона и Эрнеста Дени; окончательно установлена Трианонским договором, подписанным 4 июня 1920 года.
Протяжённость границы составляет 448 км, из них 415,9 км сухопутной границы и 32,1 км — речной.

## География
Венгерско-румынская граница начинается на точке стыка границ Венгрии, Румынии и Сербии в 15 км к юго-востоку от Сегеда, затем идёт на юго-юго-запад/северо-северо-восток через Паннонский бассейн до точки стыка границ Венгрии, Румынии и Украины, расположенной на реке Тур, в 16 км к северу от Сату-Маре.
Граница разделяет венгерские медье Сабольч-Сатмар-Берег, Хайду-Бихар, Бекеш и Чонград, с одной стороны и румынские жудецы Сату-Маре, Бихор, Арад и Тимиш, с другой стороны.

## История
Перед Первой мировой войной восточные и южные Карпаты образовывали естественную границу между Австро-Венгерской империей и Румынией.
Венгрия (как часть Австро-Венгрии) и Румыния стали воюющими сторонами в Первой мировой войне, когда Румыния вступила в войну в 1916 году на стороне союзников. Во время этой войны часть Трансильвании к югу от реки Марош (Муреш) и к востоку от реки Самош (Сомеш) была оккупирована румынскими войсками на момент подписания в Белграде 13 ноября 1918 года соглашения о прекращении огня. 1 декабря 1918 года Национальное собрание румын Трансильвании и Венгрии в Дьюлафехерваре (ныне Алба-Юлия) объявило союз с Королевством Румыния. Впоследствии румынские войска продвинулись вглубь Венгрии и взяли Будапешт 4 августа.
Трианонский договор завершил состояние войны между союзниками и Венгрией. По договору Румыния получила всю Трансильванию (включая части Марамуреша, Баната и Кришаны).
Вскоре после начала Второй мировой войны Северная Трансильвания была возвращена Венгрии в соответствии со Вторым Венским арбитражом в 1940 году. В 1944 году, когда Вторая мировая война подходила к концу, и Румыния присоединилась к войне против Германии, союзники фактически согласились с границами, установленными Трианонским договором, и это было подтверждено на Парижской мирной конференции в 1946 году и последующими мирными договорами, подписанными в 1947 году.

## Пограничные переходы

### Автомобильные
- Ченад — Кишзомбор
- Нэдлак — Надьлак
- Нэдлак II — Чанадпалота
- Турну — Баттонья
- Вэршанд — Дьюла
- Салонта — Мехкерек
- Борш — Артанд
- Борш — Надькереки
- Сэкуени — Летавертеш
- Валя-луй-Михай — Ньирабрань
- Урзичени — Валлай
- Петя — Ченгершима

### Железнодорожные
- Куртич — Лёкёшхаза
- Салонта — Кётедьян
- Епископия-Бихор — Бихаркерестеш
- Валя-луй-Михай — Ньирабрань
- Карей — Тиборсаллаш